# 网褶菌科
网褶菌科（學名：Paxillaceae），又稱樁菇科，是担子菌门牛肝菌目的一個科，有別於典型牛肝菌目物種，本科物種具有蕈褶。网褶菌科最早於1902年由法國真菌學家René Maire命名，認為本科介於傘菌與牛肝菌之間，但其命名不被認定為有效名稱，1907年定義本科的荷蘭植物學家Johannes Paulus Lotsy才被認為是本科的命名者。截至2008年，本科包含9個屬，共78個物種。本科物種的子實體為肉質，有些物種具有蕈柄，有些則無，蕈褶常有分叉，且易與蕈傘分離。分子證據顯示牛肝菌目中，网褶菌科與牛肝菌科為姊妹群。

## 屬
- 光黑腹菌属 Alpova
- Austrogaster
- 圓孢牛肝菌屬 Gyrodon
- Hydnomerulius
- Meiorganum
- 黑腹菌属 Melanogaster
- Paragyrodon
- 網褶菌屬 Paxillus